# Pont maritime Bandra-Worli
Le pont maritime Bandra-Worli, officiellement pont maritime Rajiv Gandhi du nom de l'ancien premier ministre indien, est un pont en Inde situé à Bombay. Il traverse la baie de Mahim et évite le petit cap où se trouve le fort de Worli, entre les quartiers de Bandra au nord et Worli au sud.
Le pont constitue le premier maillon de la future route côtière qui devrait longer le littoral occidental de l'île de Salsette afin de désengorger le réseau routier terrestre de l'agglomération de Bombay. Dès sa construction, il est conçu pour être prolongé par le pont maritime Worli-Haji Ali en direction du sud.

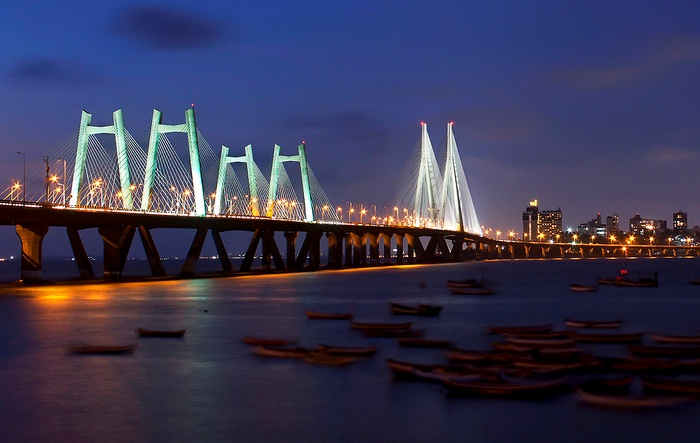
Vue du pont illuminé.

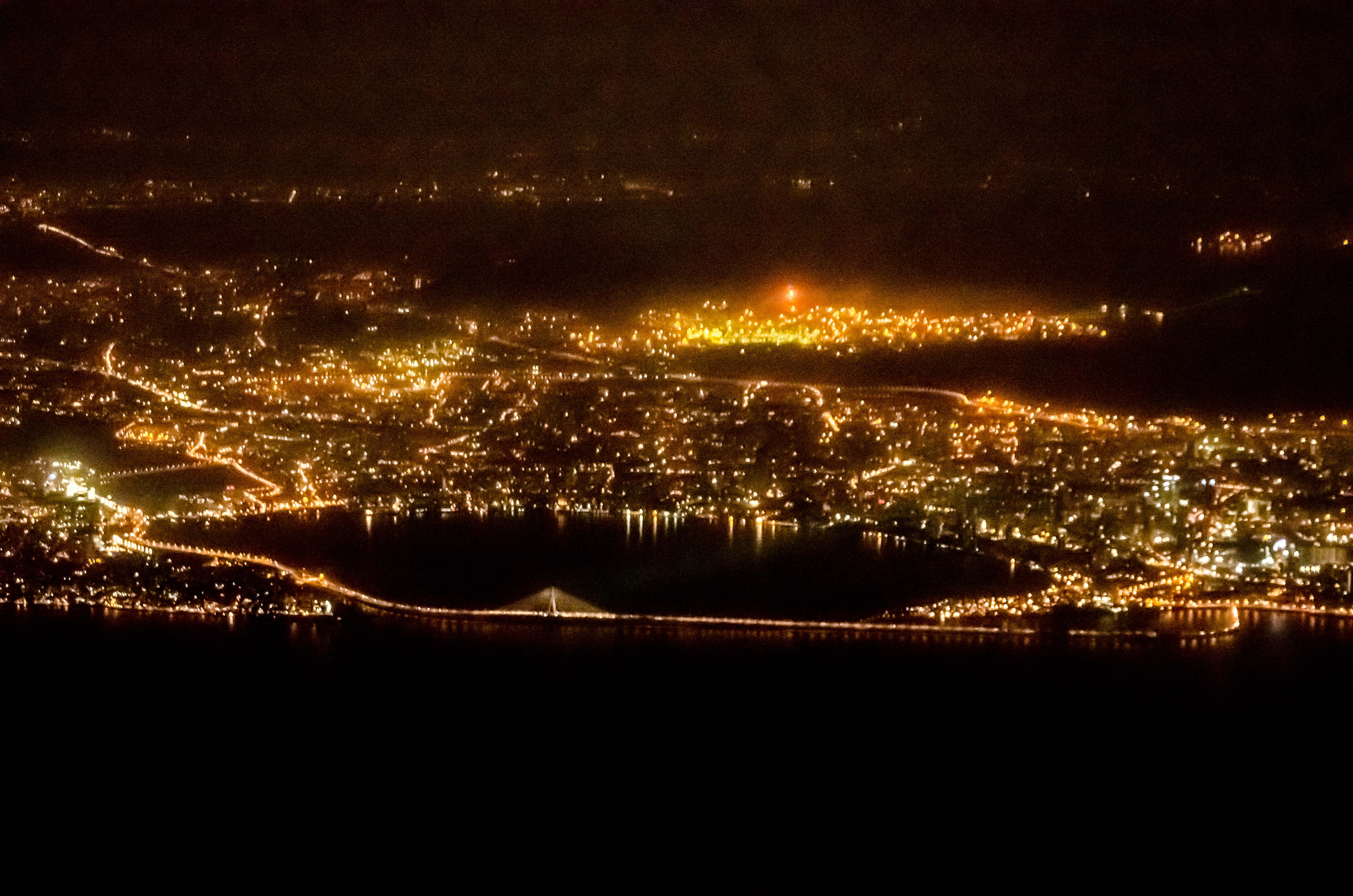
Vue aérienne nocturne depuis l'ouest de la baie de Mahim fermée par le pont maritime Bandra-Worli.